# Журдан, Матьё
Матьё Жув Журдан (Mathieu Jouve Jourdan; октябрь 1746, Сен-Жер, Верхняя Луара — 27 мая 1794, Париж) — деятель времён Великой революции, прозванный Coupe-tête за то, что во время вторжения в Версаль отрубил головы двум телохранителям; он же вырезал сердца у Фулони и Бертье.
Журдан был последовательно мясником, контрабандистом, кузнецом, рядовым в Овернском полку, конюхом, содержателем пивной в Париже, начальником эскадрона жандармов. Деятельным сообщником его в грабежах был Ровер; они вместе основали так называемые «bandes noires» на юге Франции. Их появление в сёлах и городах сопровождалось невероятными жестокостями и грабежом. За злодейства Журдан был предан революционному суду и приговорён к смерти как федералист и контрреволюционер, злоупотреблявший данной ему властью, расточавший или продававший за бесценок национальные земли. Гильотинирован.